# Patricio Silva Rojas
Patricio Julio Silva Rojas (Santiago, 1946) es un médico cirujano y político chileno, miembro del Partido Radical (PR). Se desempeñó como subsecretario de Salud de su país, durante el gobierno del presidente Patricio Aylwin entre 1990 y 1994. Entre 2015 y 2022 ejerció como decano de la Facultad de Ciencias de la Salud de la Universidad Central de Chile (Ucen) y en septiembre de 2022 asume como presidente de la Junta Directiva de dicha Casa de Estudios, tras ser electo de forma unánime por los demás integrantes de la referida instancia colegiada. También se desempeña como presidente de la Corporación para la Nutrición Infantil (Conin) desde 2021.

## Familia y estudios
Nació en la comuna santiaguina de Providencia, en 1947, hijo Luis Eduardo Silva Zúñiga y Lady Rojas Rodríguez. Realizó sus estudios superiores en la carrera de médico cirujano en la Universidad de Chile, egresando el 23 de enero de 1977. Luego cursó una licenciatura en salud pública con especialidad en obstetricia y ginecología de la misma casa de estudios, egresando el 3 de junio de 1987.
Está casado desde 1974, con la parvularia Marcela Ivonne Parada Corzo, con quien tuvo dos hijas: Marcela Alejandra y Paulina Loreto.

## Trayectoria profesional
Se ha desempeñado ejerciendo su profesión en importantes cargos públicos y privados. En marzo de 1990, fue nombrado por el presidente Patricio Aylwin, como subsecretario de Salud, ejerciendo dicha responsabilidad hasta el final del gobierno en marzo de 1994.
Luego, en la administración del presidente Eduardo Frei Ruiz-Tagle, ejerció como consejero técnico en salud en la Comisión Nacional de la Superación de la Pobreza, entre 1994 y 1996. Asimismo, se desempeñó como vicepresidente ejecutivo de la Corporación para la Nutrición Infantil (CONIN), desde 1995 hasta 2011.
Paralelamente, se desempeñó como director médico de la Agrupación de Médicos Clínica Alemana (AMCA). También, fue miembro del Departamento de Acreditación y Formación Profesional del Colegio Médico de Chile (Colmed), desde 2007 hasta 2011. Simultáneamente, fue miembro del directorio de la Fundación Chilena de Hipertensión Arterial "Dr. Héctor Croxatto" desde 2008 hasta 2012; y miembro del Departamento de Acreditación y Formación Profesional y del Departamento de Salud Pública del Colmed.
Por otra parte, en lo académico ha ejercido como profesor de pre y posgrado del Departamento de Ginecología y Obstetricia de la Facultad de Medicina de la Universidad de Chile, desde 1977 y subdirector del Departamento de Salud Pública de la misma facultad. Además, fungió como vicedecano de la Facultad de Ciencias de la Salud de la Universidad Diego Portales (UDP) durante el periodo entre 2006 y 2009.